# Joachim Lorenz Evers
Joachim Lorenz Evers (* 20. September 1758 in Altona; † 10. November 1807 ebenda) war ein Goldschmied, Journalist, Schriftsteller, Verleger und Theaterdirektor.

## Leben und Wirken
Der familiäre Hintergrund und die Schulausbildung Joachim Lorenz Evers’ sind nur unzureichend dokumentiert. Vermutlich arbeitete er zunächst lange Zeit hauptberuflich als „Gold- und Silberarbeiter“ und wandte sich erst später in größerem Umfang anderen Tätigkeiten zu. Ab der Französischen Revolution verfasste er politische Werke: Von 1793 bis 1795 schrieb er die Geschichte der französischen Staatsrevolution in drei Bänden, von 1795 bis 1800 gab er das Journal der neuesten Weltbegebenheiten heraus. Das Blatt galt als eine der radikalsten Schriften im deutschsprachigen Raum mit einer demokratischen Gesinnung, die laut der Allgemeinen Literatur-Zeitung von 1799 vergleichbare französische Blätter übertraf. Gemeinsam mit Heinrich Gottlieb Schmieder leitete Evers um 1800 die Altonaer Verlagsgesellschaft.
Von 1800 bis 1802 leitete Evers als Direktor die Hamburgische Entreprise, für die er auch Stücke verfasste. Er investierte für das Nationaltheater einen Großteil seines Vermögens, blieb jedoch erfolglos. Evers galt als aktiver Freimaurer, der 1790 in die Loge Ferdinand zum Felsen eintrat und 1796 in Altona die Loge Carl zum Felsen mitgründete.